# 900 Biscayne Bay
Le 900 Biscayne Bay est un gratte-ciel situé à Miami en Floride aux États-Unis.